# 雨斑裸胸鱔
雨斑裸胸鱔，又稱雨斑裸胸鯙，為輻鰭魚綱鰻鱺目鯙亞目鯙科的其中一種，分布於西印度洋的模里西斯海域，為底棲性魚類，屬肉食性，生活習性不明。

## 擴展閱讀
維基物種上的相關：雨斑裸胸鱔